# Juntonsaari
Juntonsaari är en ö i Finland. Den ligger i sjön Suuri-Urpalo och i kommunen Luumäki i den ekonomiska regionen  Villmanstrands ekonomiska region  och landskapet Södra Karelen, i den södra delen av landet, 180 km nordost om huvudstaden Helsingfors. Öns area är 3,6 hektar och dess största längd är 310 meter i sydöst-nordvästlig riktning.